# 15339 Pierazzo
15339 Pierazzo eller 1994 AA9 är en asteroid i huvudbältet som upptäcktes den 8 januari 1994 av Spacewatch vid Kitt Peak-observatoriet. Den är uppkallad efter Elisabetta Pierazzo.
Asteroiden har en diameter på ungefär 5 kilometer och den tillhör asteroidgruppen Koronis.